# Codex Neagoeanus
Codex Neagoeanus este un manuscris de texte populare, copiat în 1620 de popa Ion Românul (Vlahul) din Sânpetru, județul Hunedoara. A fost descoperit în Transilvania și cuprinde: Alexandria, Rujdenița (Gromovnic) și Floarea Darurilor, precum și fragmente dintr-o Pravilă. 
Aceste lucrări au fost studiate de filologul Ioan Bianu, care avea să publice în anul 1883, în Columna lui Traian, extrase din acest codice. Nicolae Cartojan susținea, în 1922, că aceste texte au fost copiate în Sânpetru-Hunedoara, ipoteză infirmată ulterior din  prisma dialectologiei istorice. Miscelaneul se păstrează la Biblioteca Academiei Române din București, sub cota ms. rom. 3821.

## Legături externe
- Manuscrisul românesc vechi de sute de ani care prevestește evenimentele politice și vremea până în anul 2048, 11 octombrie 2015, Alina Costache, romaniatv.net